# El Tumbador
El Tumbador é uma cidade da Guatemala do departamento de San Marcos. 